# Mate amargo (álbum)
Mate amargo es un álbum LP de la cantante folklórica uruguaya Amalia de la Vega editado para el sello Antar .

## Reseña
El repertorio de Amalia de la Vega recorre distintas figuras tradicionales uruguayas y ahonda en las señales de identidad de ese país.
Tal es el caso del tema "Mate amargo" que da nombre al álbum, el cual está basado en un texto de Tabaré Regules. En esta placa discográfica también interpreta textos de Gardel-Razzano, Aníbal Sampayo, Sergio Villar, Gustavo Leguizamón, Margot Loyola, Alfredo Pelaia, Víctor Abel Giménez y Osiris Rodríguez Castillos.
Como en otras oportunidades, esta obra contó con la participación del grupo de guitarristas dirigido por Mario Núñez.

## Lista de canciones

### Lado A
1. Mate amargo
2. Truco
3. Pobre Gallo Bataraz
4. Río de los pájaros
5. La donosa
6. Serenata del 900

### Lado B
1. El ñandú
2. Historia del Tacuarí
3. La yegua blanca
4. Tata Juancho
5. Por simpatías te quiero
6. De tiempo adentro